# Hakametsän jäähalli
Hakametsän jäähalli – hala widowiskowo-sportowa w Tampere, w Finlandii, wykorzystywana głównie w charakterze lodowiska. Została otwarta 29 stycznia 1965 roku, jako pierwsze kryte lodowsko w kraju. Może pomieścić 7300 widzów. Obiekt służy hokeistom klubów Tampereen Ilves, Tappara Tampere i Kooveen jääkiekko.

## Historia
Na początku lat 60. XX wieku w Tampere coraz pilniejsza była potrzeba budowy nowego lodowiska, gdyż dotychczasowy obiekt (Koulukadun kenttä) nie spełniał już oczekiwań lokalnych klubów i kibiców. Ostatecznym impulsem do powstania nowej areny były starania o organizację w Finlandii mistrzostw świata w hokeju na lodzie w 1965 roku. Aby skutecznie móc się ubiegać o przyznanie imprezy, potrzebne było jednak kryte lodowisko, którego wówczas w Finlandii nie było. Początkowo nową halę zamierzano wybudować w Helsinkach, ale z powodu problemów z budową krytego lodowiska w stolicy, swą gotowość zgłosiło Tampere. Decyzję o budowie areny władze miejskie podjęły latem 1963 roku. Początkowo myślano jedynie nad zadaszeniem już istniejącego lodowiska Koulukadun kenttä, ale ostatecznie zdecydowano się na budowę zupełnie nowego obiektu, w innej lokalizacji (w dużej mierze za sprawą lepszych warunków dojazdowych). Arenę zaprojektował Jaakko Tähtinen. W lutym 1964 roku przyznano Tampere prawo do organizacji hokejowych mistrzostw świata. Nową halę oddano do użytku 29 stycznia 1965 roku, a na inaugurację rozegrano mecz hokejowy Tampere – reszta Finlandii (4:4). Pierwszy mecz ligowy odbył się dwa dni później (Ilves – Tappara 5:3). Hokejowe mistrzostwa świata odbyły się w hali w dniach 4–14 marca 1965 roku. Od początku użytkownikami obiektu były trzy utytułowane kluby hokejowe – Tampereen Ilves, Tappara Tampere i Kooveen jääkiekko.
Hala gościła wiele wydarzeń sportowych i pozasportowych. W 1967 roku obiekt był jedną z aren mistrzostw Europy w koszykówce. W 1977 roku rozegrano na nim część spotkań fazy grupowej siatkarskich mistrzostw Europy mężczyzn oraz mecze fazy finałowej siatkarskich mistrzostw Europy kobiet. W 2021 roku hala po raz drugi gościła część spotkań fazy grupowej mistrzostw Europy siatkarzy. Poza edycją w 1965 roku, obiekt gościł również mecze hokejowych mistrzostw świata mężczyzn (jako współgospodarz) w latach 1982, 1991, 1997 i 2003 oraz kobiet w roku 1992. W arenie odbyły się też mistrzostwa świata w zapasach w stylu klasycznym w latach 1965 i 1994 oraz mistrzostwa Europy w zapasach w stylu klasycznym w roku 1987. Hala gościła także bokserskie mistrzostwa świata (1993) i mistrzostwa Europy (1981, 2000), mistrzostwa Europy w judo (2006) oraz mistrzostwa świata (2006) i mistrzostwa Europy (2014) w karate. W roku 2009 w hali odbyły się zawody judo w ramach letniego olimpijskiego festiwalu młodzieży Europy; hala gościła też ceremonię otwarcia festiwalu. W obiekcie odbywały się ponadto liczne koncerty, zagrali tu m.in. Alice Cooper, Iron Maiden, Judas Priest czy Deep Purple.
Hala początkowo mogła pomieścić 10 200 widzów, z czego jednak tylko 1573 miejsc było siedzących. Przez lata obiekt kilkukrotnie przechodził większe modernizacje, dziś jego pojemność wynosi 7300 widzów (w tym 5629 miejsc siedzących). W 1974 roku obok oddano do użytku mniejszą halę „Hakametsä 2”, a w roku 1995 powstała także (wyłącznie treningowa) „Hakametsä 3”. W grudniu 1979 roku wewnątrz obiektu rozpoczęło działalność muzeum fińskiego hokeja. W 2001 roku placówkę przeniesiono do kompleksu muzealnego Vapriikki. Arena przez lata pełniła rolę głównego obiektu hokejowego w mieście, jednak ma się to zmienić po otwarciu nowej hali UROS LIVE (oddanie do użytku planowane jest na listopad 2021 roku). Po otwarciu nowej areny stary obiekt ma zachować funkcje sportowe, jednak jego pojemność zostanie zredukowana do 3000 widzów.